# Sammlung Schack

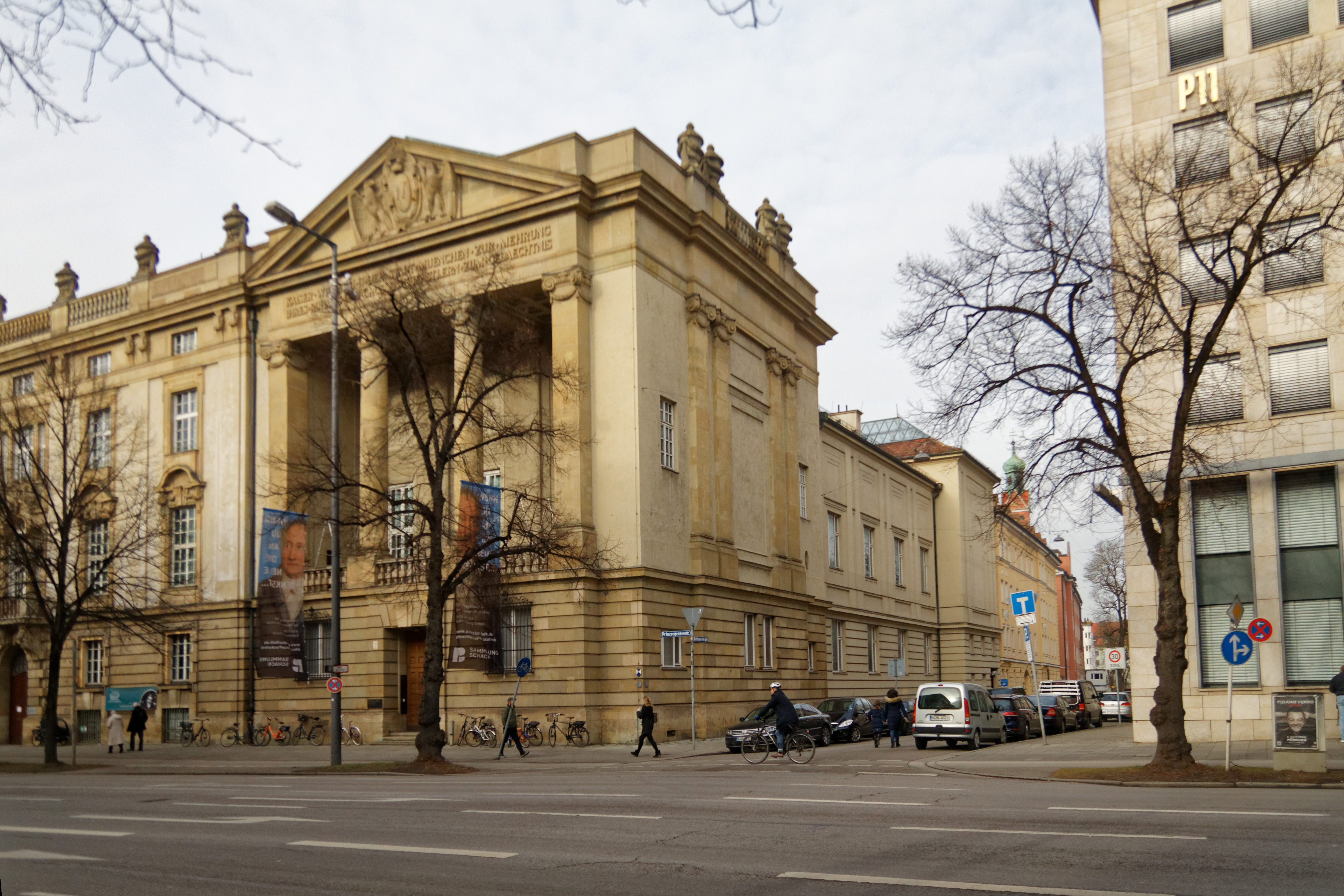
Galeriegebäude der Sammlung Schack

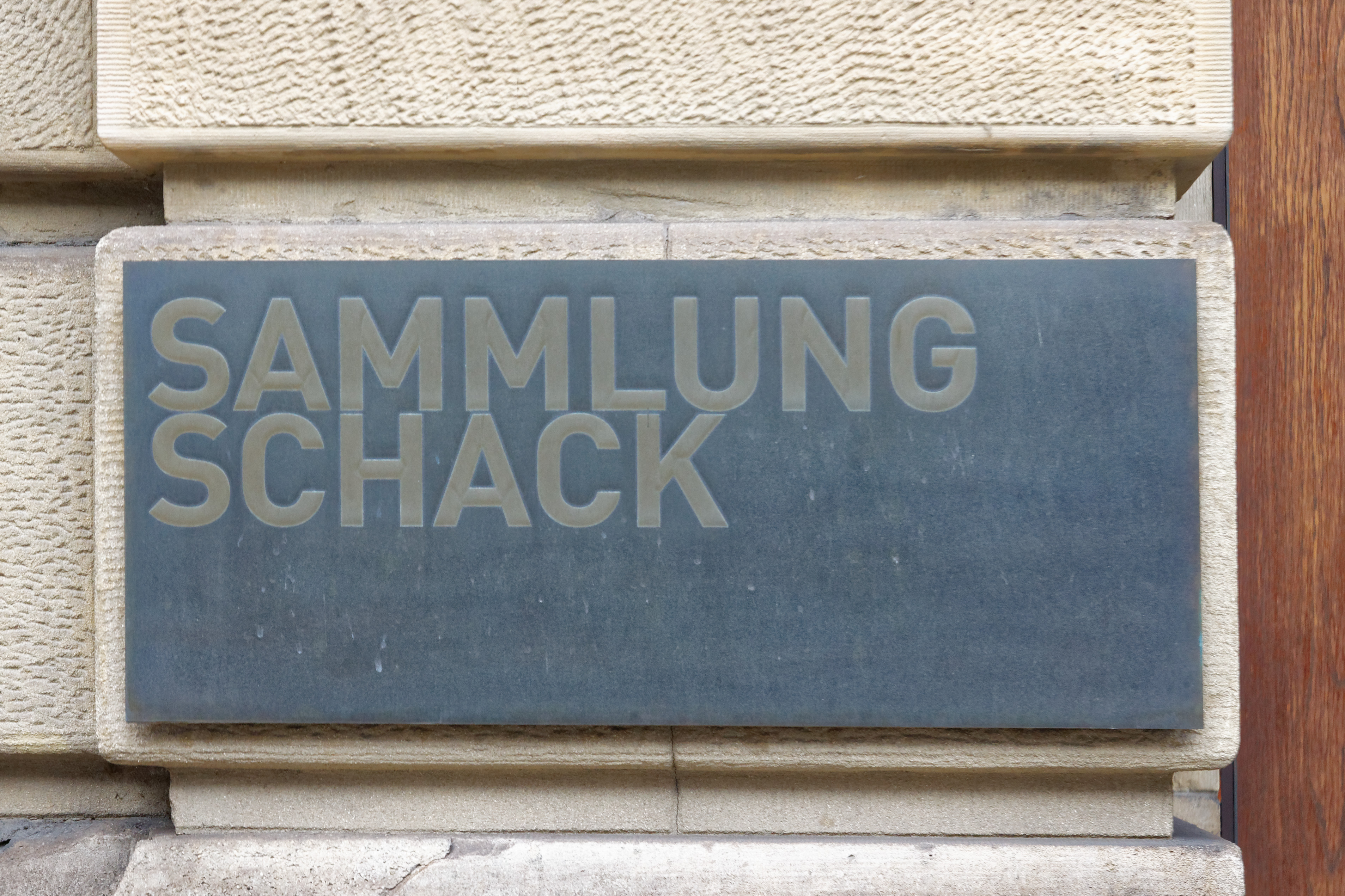
Eingangsschild der Sammlung Schack

Die Sammlung Schack (bis 2009 Schack-Galerie oder Schackgalerie genannt) ist eine Gemäldesammlung, die Bestandteil der Bayerischen Staatsgemäldesammlungen ist. Sie entstand aus der Gemäldesammlung des Grafen Adolf Friedrich von Schack und enthält vor allem Gemälde bekannter Maler des 19. Jahrhunderts. Ausgestellt sind die Gemälde der Sammlung in einem eigenen Galeriegebäude in der Prinzregentenstraße in München.

## Geschichte

### Kunstsammlung

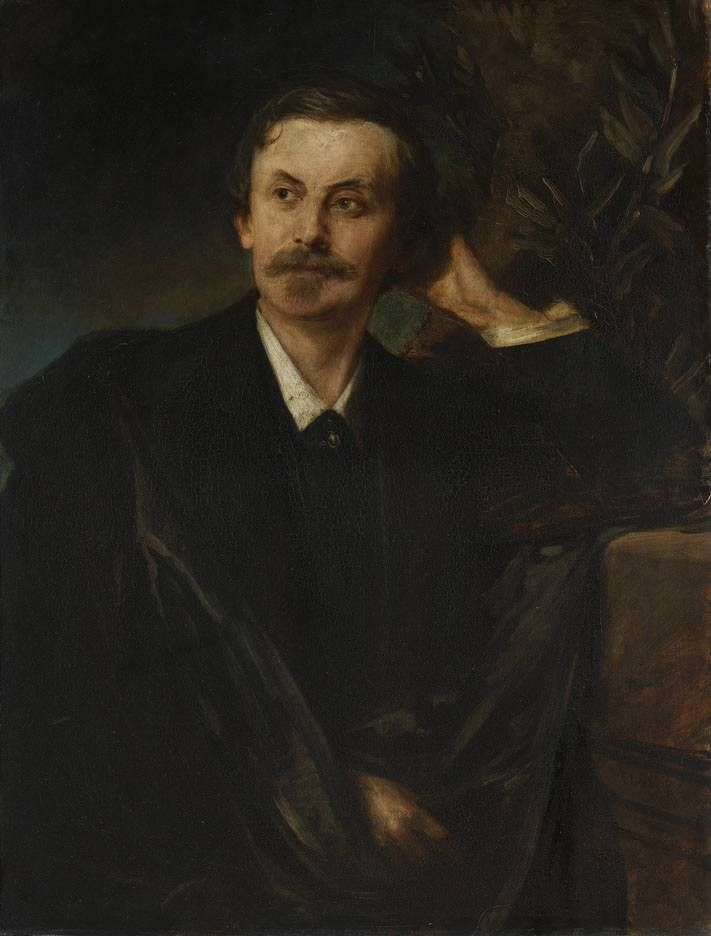
Franz von Lenbach: Adolf Friedrich von Schack (1875)

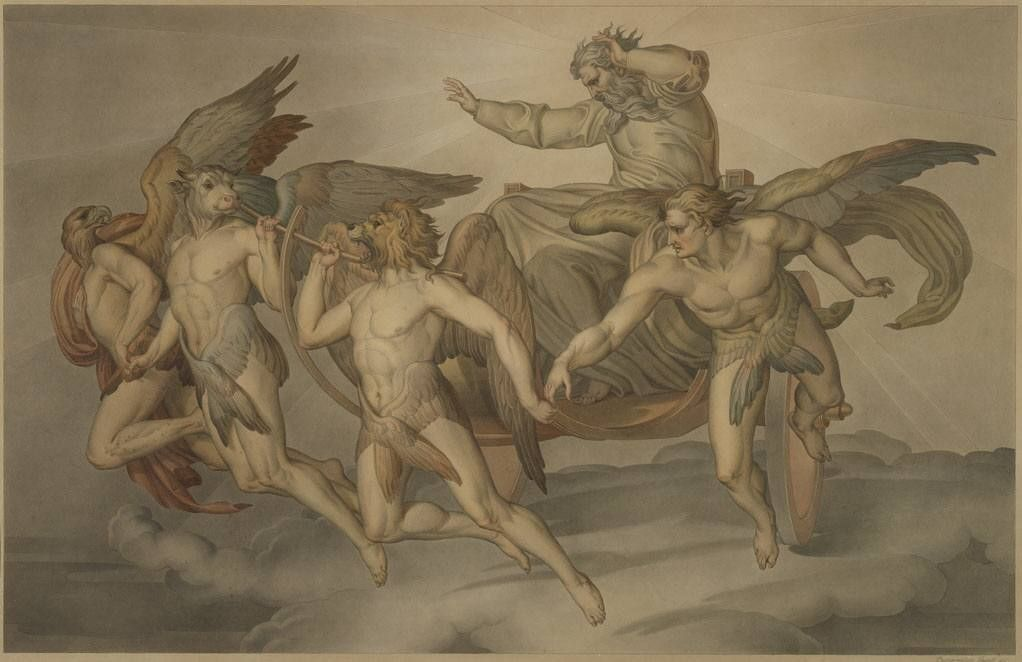
Bonaventura Genelli: Die Vision des Ezechiel, 1857, vermutlich Schacks Ersterwerbung

Adolf Friedrich von Schack übersiedelte 1856 auf Einladung des bayerischen Königs Maximilian II. nach München. Hier begann er sich für zeitgenössische Malerei zu interessieren, die er in der 1853 gegründeten Neuen Pinakothek und bei Ausstellungen im 1854 erbauten Glaspalast kennenlernte. 1857 erwarb er als vermutlich erstes Bild Die Vision des Ezechiel von Bonaventura Genelli. Während die ersten Bilder noch Gelegenheitskäufe waren, begann Schack bald, systematisch zu sammeln.
Er wurde zu einem Mäzen, der die Münchner Künstler unterstützte. Dabei erwarb er gezielt ganze Werkgruppen, wodurch er die Künstler finanziell stärker unterstützte als es mit dem Ankauf einzelner Bilder möglich gewesen wäre. Dabei zahlte er Preise, die sich im mittleren bis oberen Bereich des Marktüblichen bewegten. Als in der Gründerzeit die Gemäldepreise in fünfstellige Bereiche anstiegen, konnte Schack, dessen Vermögen im Gegensatz zu dem von z. B. Industriellen nicht wuchs, nicht mehr mithalten.
Bei den Sujets der originalen Malerei überwiegen in der Sammlung des Literaten Schack Bezüge auf die christliche Lehre, die zeitgenössische Literatur und die Mythologie. Außerdem sammelte Schack viele Landschaftsbilder, die Deutschland, Italien, Spanien oder Griechenland zeigen und sich mit seinen eigenen Reisezielen in Verbindung bringen lassen.
Bis zu seinem Tod im Jahr 1894 erwarb Graf Schack rund zweihundert Gemälde von deutschen Künstlern und etwa siebzig Kopien nach Gemälden Alter Meister, darunter Hauptwerke der venezianischen Malerei wie Giorgiones Ländliches Konzert und Tizians Pesaro-Madonna, Venus von Urbino und Bildnis Kaiser Karls V. Maler der Kopien war vor allem Franz von Lenbach, dessen Tizian-Kopien für den Grafen Schack zu den besten Gemäldekopien des 19. Jahrhunderts in Deutschland zählen, und August Wolf.
In seinem Testament von 1874 vermachte Schack seine gesamte Sammlung und sein Palais (Alte Schackgalerie) dem deutschen Kaiser unter der Bedingung, sie in ihrem bisherigen Gebäude zu belassen. In späteren Fassungen ging er jedoch davon aus, dass der Kaiser die Sammlung nach Berlin holen würde, und bestimmte andere Erben für sein Palais. Er bestand jedoch darauf, dass die Sammlung nicht auseinandergerissen werden und zwischen andere Bilder gehängt werden dürfe. Als die Sammlung nach Schacks Tod 1894 an Wilhelm II. fiel, entschied sich der Kaiser jedoch für den Verbleib in München, um reichsfeindlichen oder antipreußischen Tendenzen in Bayern keinen Vorschub zu leisten, und kaufte das Palais von den Erben Schacks. Weil der Bau auf die Dauer zu klein und für den Museumsbetrieb nicht gut geeignet war, ließ der Kaiser 1909 beim Neubau der Preußischen Gesandtschaft in baulicher Einheit mit dem Gesandtschaftsgebäude einen Neubau für die Schackgalerie errichten.
Das Vermächtnis umfasste nur die Gemälde und Aquarelle, nicht aber die 45 Zeichnungen, überwiegend von Genelli und Feuerbach, die sich im Besitz Schacks befanden. Diese gingen nach Schacks Tod an das Münchner Kupferstichkabinett, die heutige Staatliche Graphische Sammlung München. Vier Kartons mit Entwürfen zu Gemälden von Genelli gingen an den Großherzog von Mecklenburg-Schwerin; diese Entwürfe befinden sich heute im Staatlichen Museum Schwerin.
Nach dem Ersten Weltkrieg gehörte die Sammlung zum beschlagnahmten Kronvermögen, blieb aber in München. 1932 ging die Sammlung in den Besitz der preußischen Verwaltung der Staatlichen Schlösser und Gärten über, der heutigen Stiftung Preußische Schlösser und Gärten Berlin-Brandenburg. Entgegen der Verfügung Schacks, die Sammlung zusammenzuhalten, plante Adolf Hitler die Errichtung einer großen Gemäldegalerie am Königsplatz, in der er die Bestände der Schackgalerie und der Neuen Pinakothek zusammenführen wollte. Als Vorbereitung zu diesem Plan, der nie verwirklicht wurde, gelangte die Sammlung 1939 in Besitz des Freistaats Bayern und wurde den Bayerischen Staatsgemäldesammlungen eingegliedert.

### Alte Schackgalerie

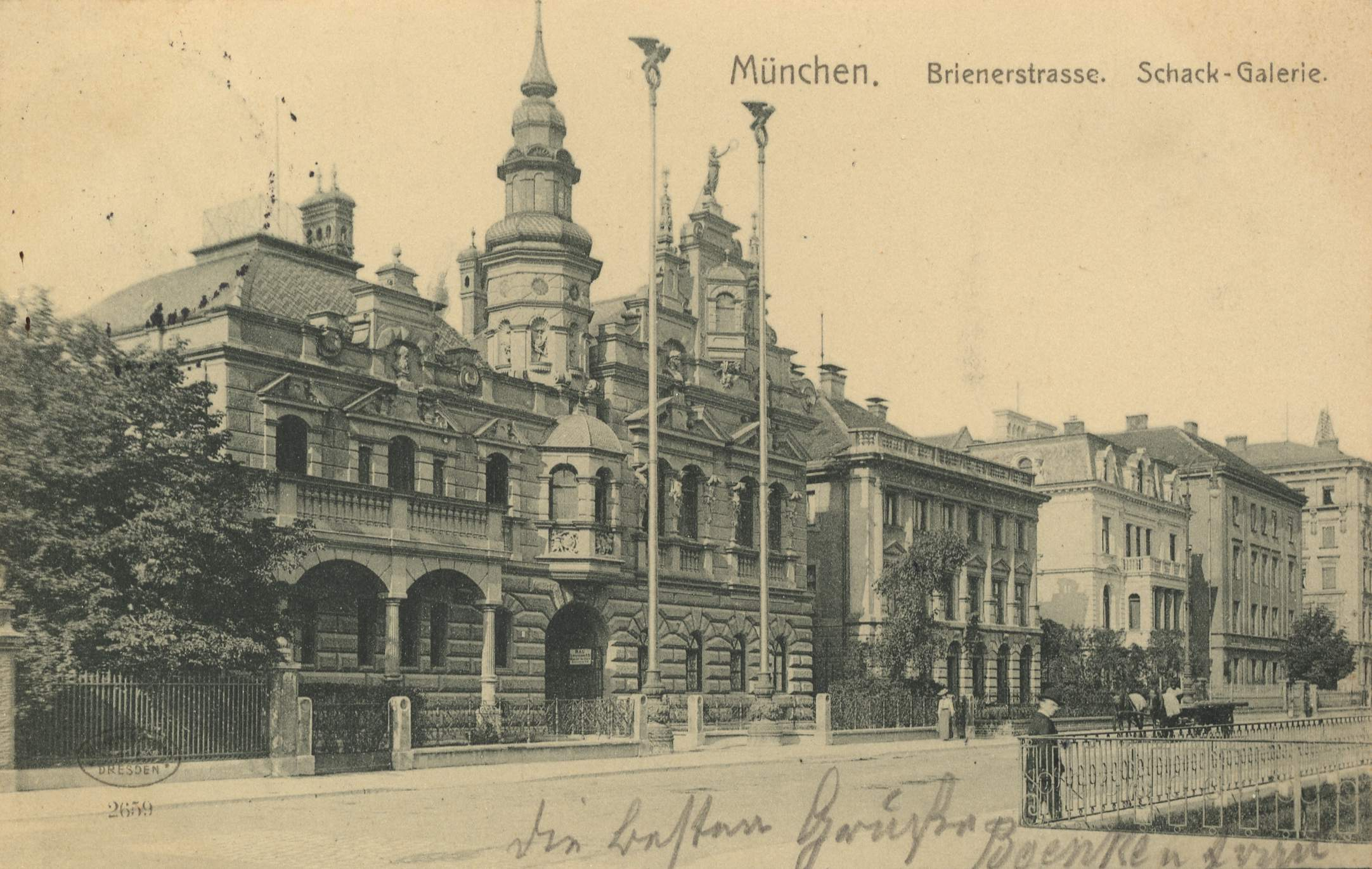
Alte Schackgalerie um 1905

Während der Lebenszeit Schacks und bis 15 Jahre nach seinem Tod war die Sammlung in Schacks eigener Villa in der Brienner Straße 19 und angrenzenden Galeriebauten ausgestellt. Die Villa hatte Schack 1856 für seinen endgültigen Umzug nach München gekauft. Die erworbenen Gemälde hängte Schack zunächst in seinem Wohnhaus und einem im Garten stehenden Pavillon auf. Wegen Feuchtigkeits- und Platzproblemen ließ er 1862 anstelle des Gartenpavillons ein erstes Galeriegebäude errichten. Bereits drei Jahre später baute Heinrich von Hügel 1865 ein zweites Galeriegebäude, das als langgestreckter Flügel das Galeriegebäude im Garten mit dem Wohnhaus verband. Von da an war die Sammlung interessierten Besuchern zugänglich. 1866 erschien ein erstes Verzeichnis der Gemäldesammlung.
1869 erwarb Schack Nachbargrundstücke an der Brienner Straße. Er ließ sein Haus mit den dort vorhandenen Gebäuden 1872–1874 nach Plänen von Lorenz Gedon verbinden und zu einem repräsentativen Palais im Stil der Neorenaissance umbauen. Nachdem Wilhelm II. 1894 die Sammlung geerbt hatte, kaufte er das Palais in der Brienner Straße von den Erben Schacks. Das Bauwerk wurde im Zweiten Weltkrieg zerstört.

### Neue Schackgalerie

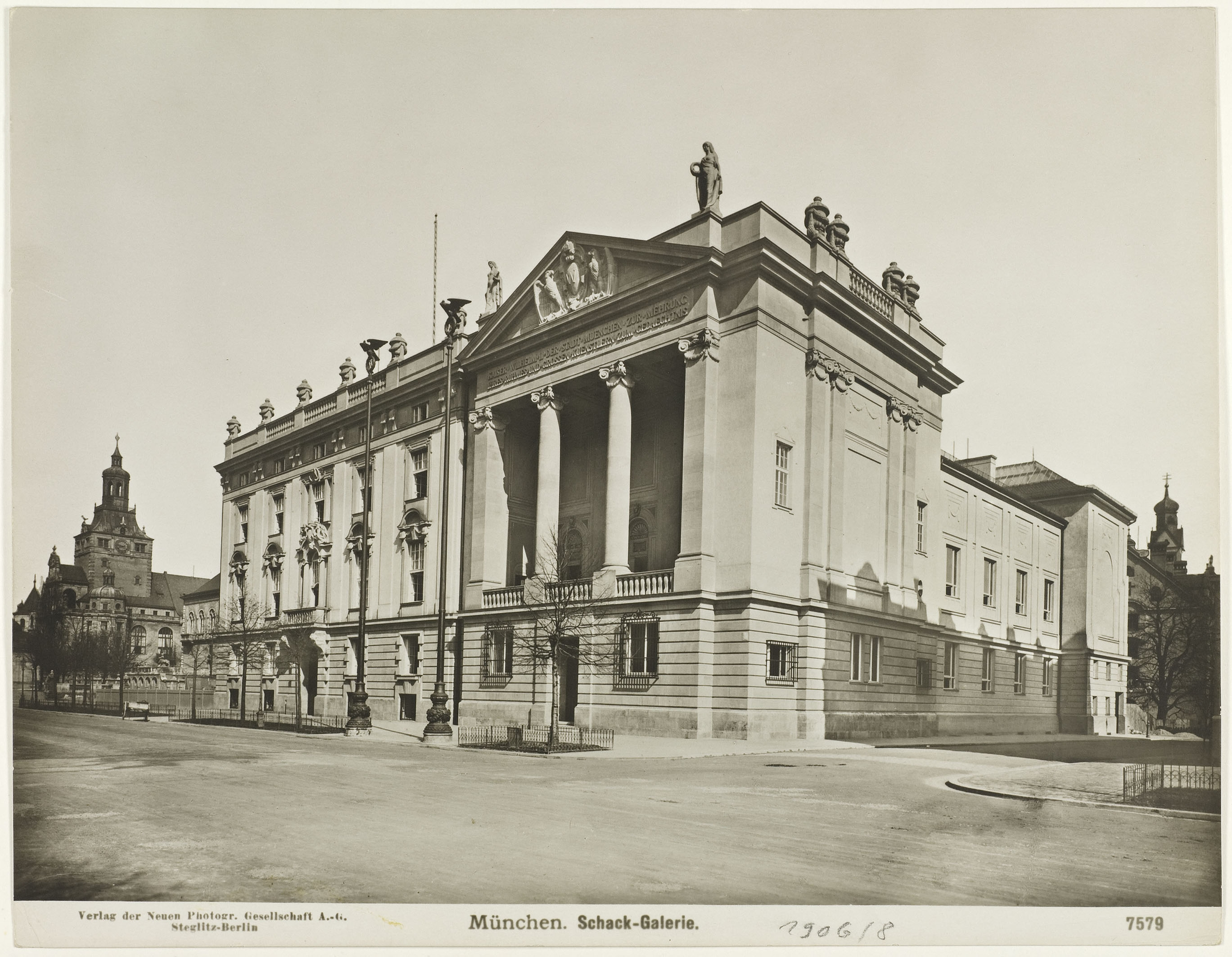
Preußische Gesandtschaft mit Schackgalerie 1909

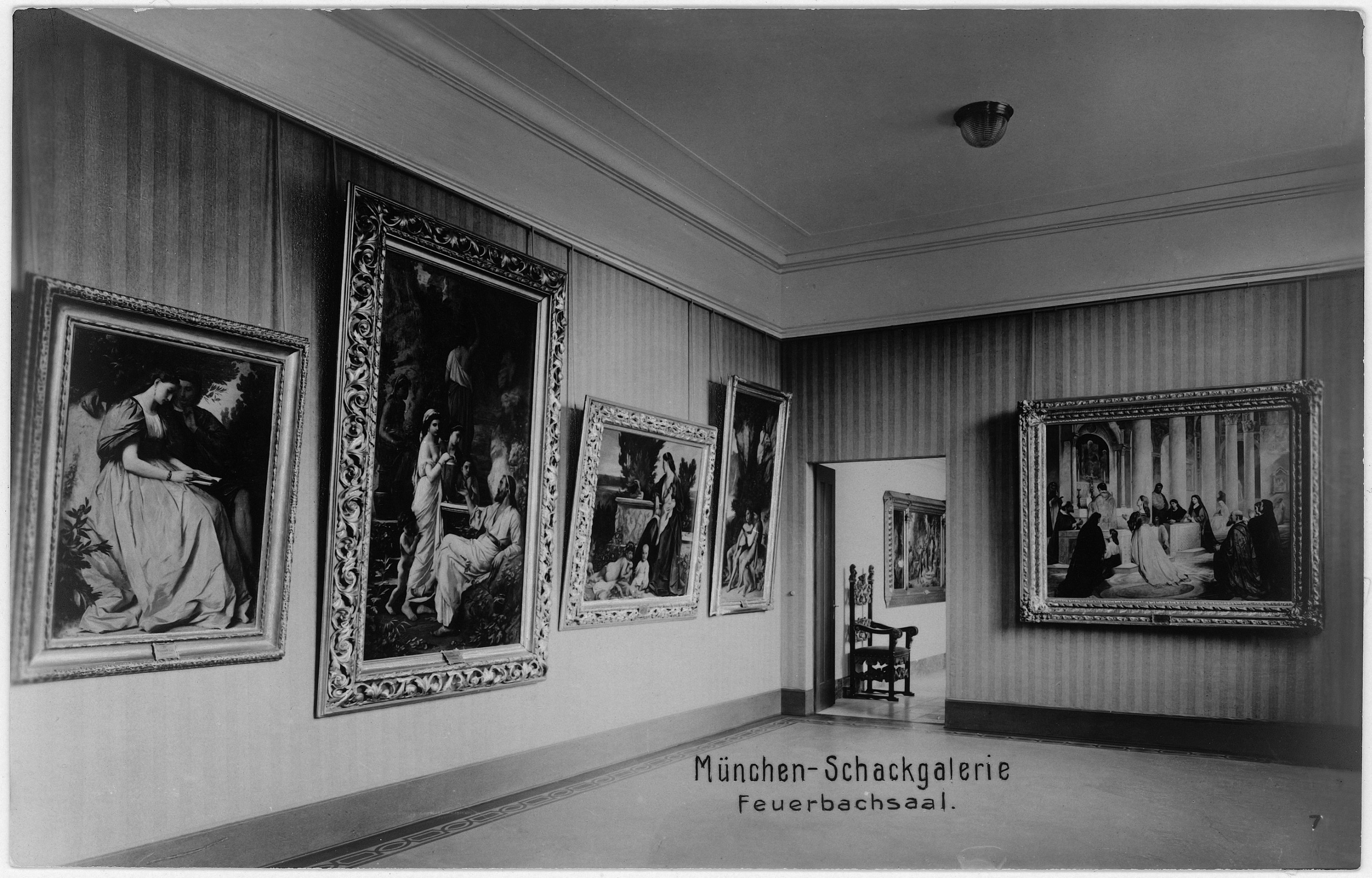
Feuerbachsaal, um 1909

Anfang des Jahres 1909 zog die Sammlung in ein neu errichtetes Galeriegebäude an der Prinzregentenstraße Ecke Reitmorstraße um, das in baulicher Einheit mit der Preußischen Gesandtschaft in den Jahren 1907–1909 nach Plänen von Max Littmann erbaut worden war. Die Eröffnung erfolgte am 18. September 1909. Die Ausstellungsräume im Erdgeschoss, Obergeschoss und einem Teil des Dachgeschosses hatten teils mittiges Oberlicht und teils Seitenlicht und ließen dadurch die Gemälde gut zur Geltung kommen. Sessel luden zum Verweilen und Betrachten ein. Hier bekamen die Exponate Räumlichkeiten, die nach Künstlern untergliedert und ausgestattet waren. So gab es unter anderem einen Lenbachsaal und einen Oberlichtsaal mit Kopien von August Wolf.
Im Zweiten Weltkrieg wurde das neue Gebäude an der Prinzregentenstraße nur teilweise beschädigt. Nach Beseitigung der Schäden wurde die Schack-Galerie 1950 als erstes der Münchner Kunstmuseen wiedereröffnet. In den 2000er-Jahren wurde das Gebäude umfassend renoviert und für Kunstausstellungen und Kulturveranstaltungen hergerichtet. 2008 wurde das Erdgeschoss wiedereröffnet, 2009 auch das Obergeschoss mit Galeriesälen und dem für musikalische und literarische Veranstaltungen genutzten großen Kopiensaal. Seither trägt die Galerie die Bezeichnung Sammlung Schack. 2016 wurden auch die drei Räume des Dachgeschosses in die Ausstellung einbezogen.

## Sammlung
Die Sammlung besteht aus 267 Werken zeitgenössischer deutscher Maler, die überwiegend zwischen 1840 und 1880 geschaffen und in den 1860er und 1870er Jahren für die Sammlung erworben wurden. Es handelt sich derzeit um 183 Originale und 84 Kopien.
Schack ließ sich bei der Auswahl der Gemälde von einem konservativen Kunstverständnis leiten, das auch sein Wirken als Dichter und Kunsthistoriker prägte. Er war inspiriert von der deutschen Klassik und vom Idealismus, der damals vorherrschende Realismus blieb ihm fremd. So findet man in der Sammlung keine Werke, die sich mit der damals herrschenden Wirklichkeit auseinandersetzen. Er wollte unabhängig von Moden und kommerziellem Interesse sammeln. Entsprechend enthält die Sammlung Landschafts- und Historienbilder, aber nur wenige Beispiele der damals beliebten Genremalerei. Bei den Landschaften bevorzugte er Bilder, die Italien, Griechenland und Spanien zeigten: Länder, die Schack von eigenen Reisen kannte.
Schack erwarb bewusst nur Werke deutscher Maler, die er durch seine Ankäufe gezielt förderte. Seiner Ansicht nach wurde, trotz eines neu entstandenen Nationalgefühls, ausländische Kunst zu Unrecht höher eingeschätzt. Er unterstützte die von ihm ausgewählten Künstler teilweise über Jahre hinweg. Die Sammlung beschränkt sich deswegen auf die Werke einer überschaubaren Anzahl von Malern und gibt keinen repräsentativen Überblick über alle zeitgenössischen Positionen. Sie gilt jedoch als ein wichtiges Beispiel für die Kunstvorlieben eines Privatsammlers im 19. Jahrhundert, in denen sich die romantische Bilder- und Geisteswelt der Epoche widerspiegelt.
Nach Schacks Tod nahmen Wegbegleiter wie Paul Heyse und Franz von Lenbach in Anspruch, den Sammler in seiner Auswahl beraten zu haben. Diese Aussagen werden durch die erhaltenen Korrespondenzen jedoch nicht belegt.
Die Sammlung blieb seit dem Tod des Grafen Schack fast unverändert. Nur sieben Werke gingen verloren, drei davon beim Brand des Münchner Glaspalastes.
Die Dauerausstellung in den Ausstellungsräumen zeigt 148 Bilder der Sammlung, davon 24 Kopien. Während der temporären Ausstellung eines Teilbestands der Neuen Pinakothek in der Sammlung Schack seit 2019 (siehe nächster Abschnitt) ist die Zahl der aus dem Bestand der Sammlung Schack gezeigten Bilder reduziert.
Die Galerie in den folgenden Abschnitten zeigen einige der Gemälde, die zu dem Bestand der Sammlung Schack gehören.
Eine ausführliche bildliche Darstellung des Bestands der Sammlung Schack findet sich in der Bildergalerie auf Wikimedia Commons und auf der Website der Bayerischen Staatsgemäldesammlung (siehe den Abschnitt #Weblinks).

### Originale
Die Originale, die Schack erwarb, stammten unter anderem von Arnold Böcklin, Moritz von Schwind, Franz von Lenbach, Carl Spitzweg, Carl Rottmann, Anselm Feuerbach, Eduard Gerhardt und weiteren deutschen Landschafts- und Historienmalern.

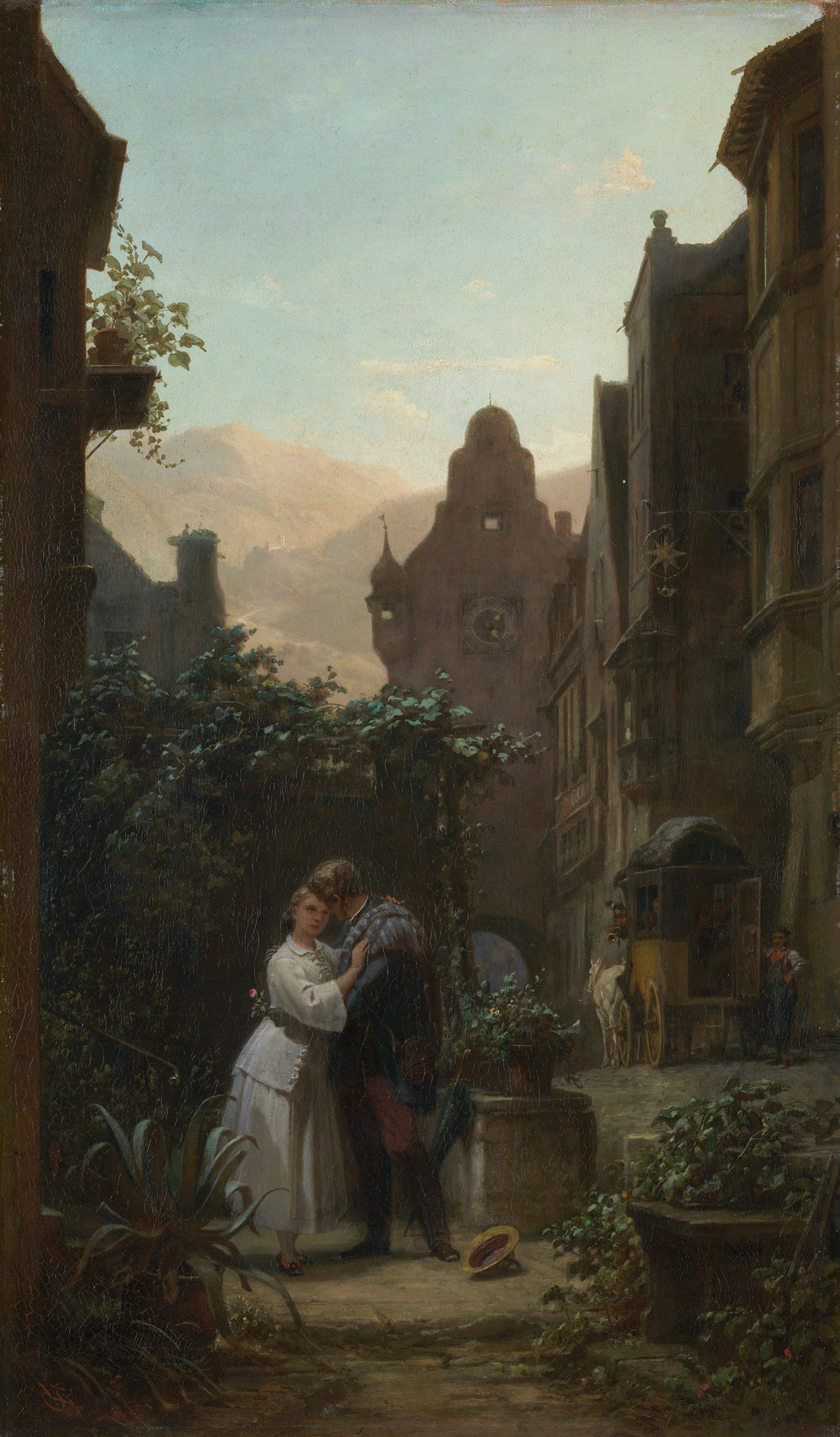
Carl Spitzweg Der Abschied, um 1855
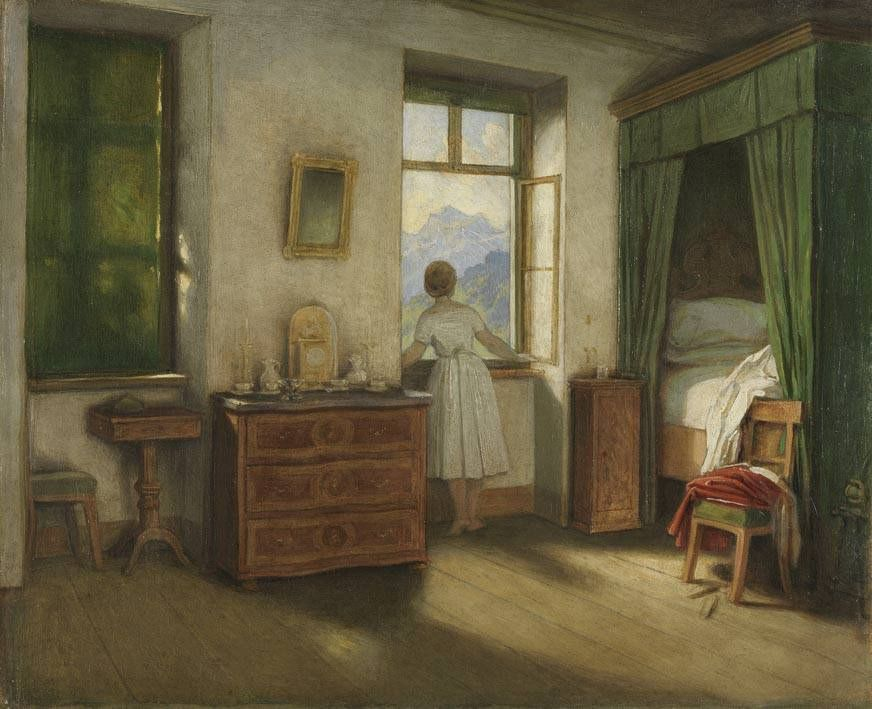
Moritz von Schwind Morgenstunde, 1858
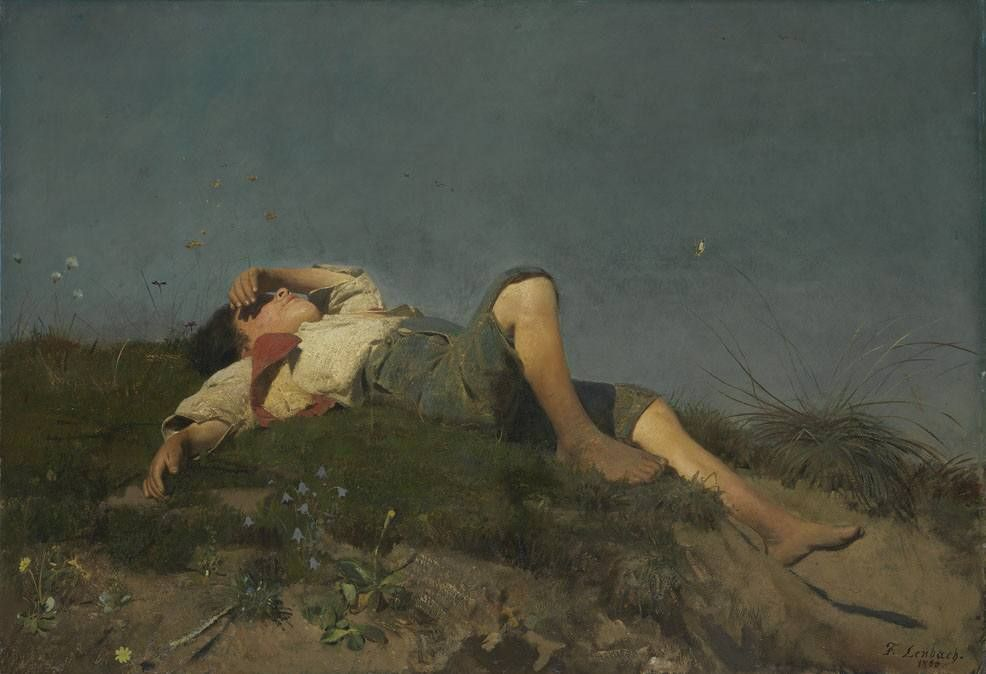
Franz von Lenbach Hirtenknabe, 1860
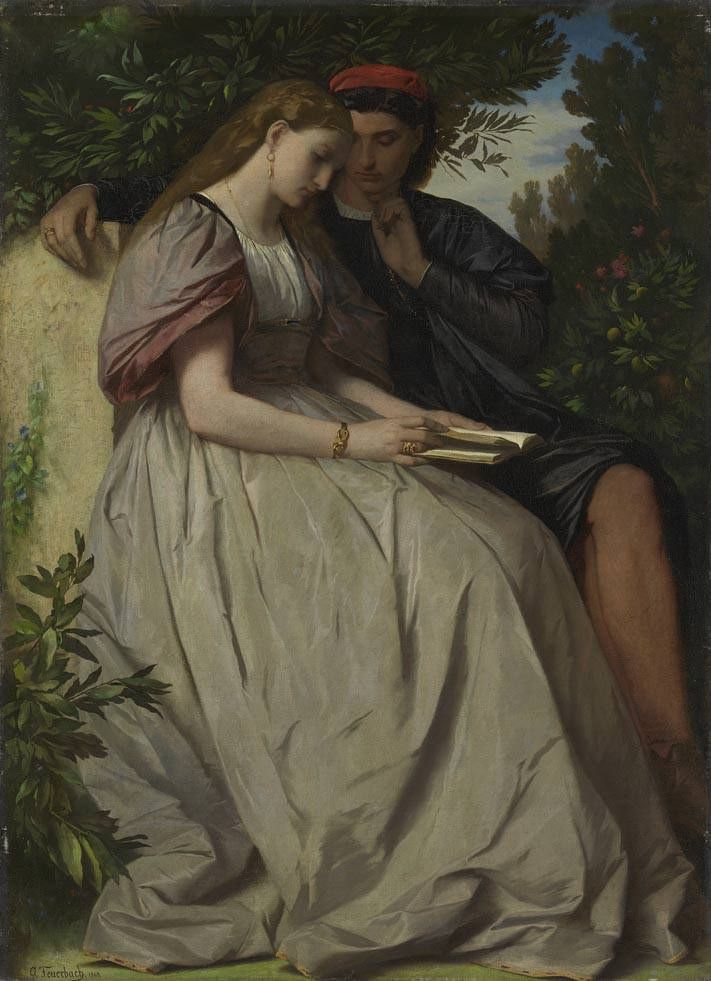
Anselm Feuerbach Paolo und Francesca, 1864
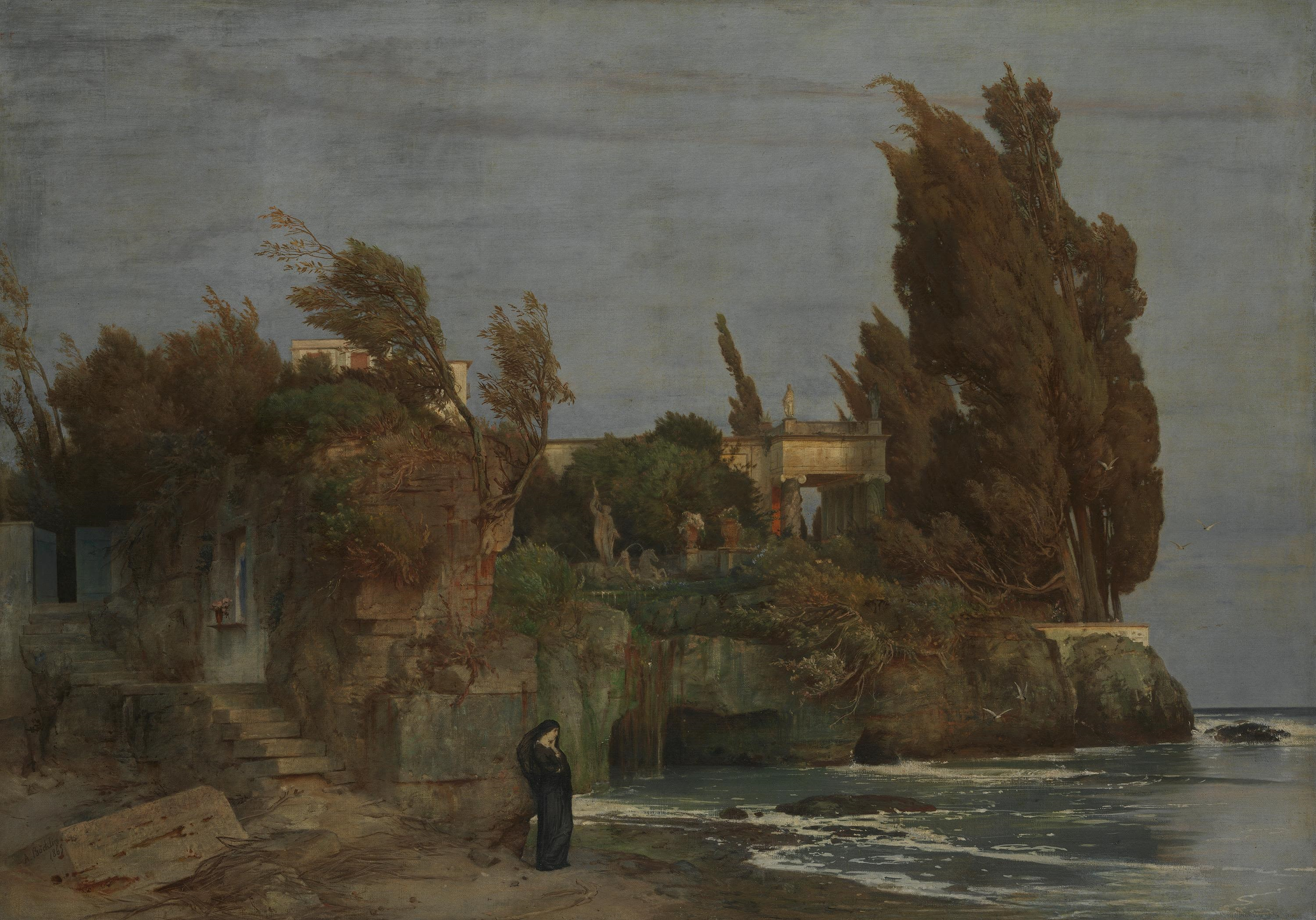
Arnold Böcklin Villa am Meer II, 1865

### Kopien
Von 1864 bis 1881 ließ Schack insgesamt 85 Kopien für die Sammlung anfertigen. Davon sind aktuell 84 Werke im Bestand der Sammlung, rund ein Drittel davon wird ausgestellt. Mit der Ausführung der Gemälde wurden teils Berufskopisten wie August Wolf oder Karl Joseph Schwarzer beauftragt, aber auch Künstler wie Hans von Marées und Lenbach, für die das Kopieren eine Episode in ihrer künstlerischen Entwicklung blieb. Dass die Maler sich während der Tätigkeit für Schack auf verschiedenen künstlerischen Entwicklungsstufen befanden, spiegelt sich in der unterschiedlichen Qualität der Werke. Wie wichtig die Kopien für den Sammler waren, lässt sich u. a. anhand von Schacks umfangreichem Briefwechsel mit den Künstlern ermessen.
Schack stattete die Maler, die ansonsten oft in finanziell unsicheren Verhältnissen lebten, mit einem festen jährlichen Betrag aus und schickte sie nach Rom, Florenz, Venedig oder Madrid. Dort fertigten sie nach seinen Wünschen hauptsächlich Kopien von italienischen, insbesondere venezianischen Renaissancegemälden an – die 18 Kopien von Tizian bilden ein Zentrum der Kopiensammlung. Ein anderer Schwerpunkt sind flämische und spanische Malerei am Beispiel von Rubens und van Dyck bzw. Velázquez und Murillo. Der Wunsch des Sammlers war dabei, die Werke in ihrem damals aktuellen Zustand abgebildet zu sehen. Rekonstruktionen der mutmaßlichen Urzustände interessierten ihn nicht.
Die Kopien waren für Schack eine Möglichkeit, weit entfernte Kunstwerke vor Ort betrachten zu können. Andererseits lagen die Originale der Alten Meister auch außerhalb Schacks finanzieller Reichweite. Durch die direkte Beauftragung der Künstler versuchte Schack die von ihm gewünschte hohe Qualität sicherzustellen. Laut Ausstellungskatalog stellen die Bilder heute eine der bedeutendsten deutschen Kopiensammlungen des 19. Jahrhunderts neben den im Potsdamer Orangerieschloss ausgestellten Raffael-Kopien dar.

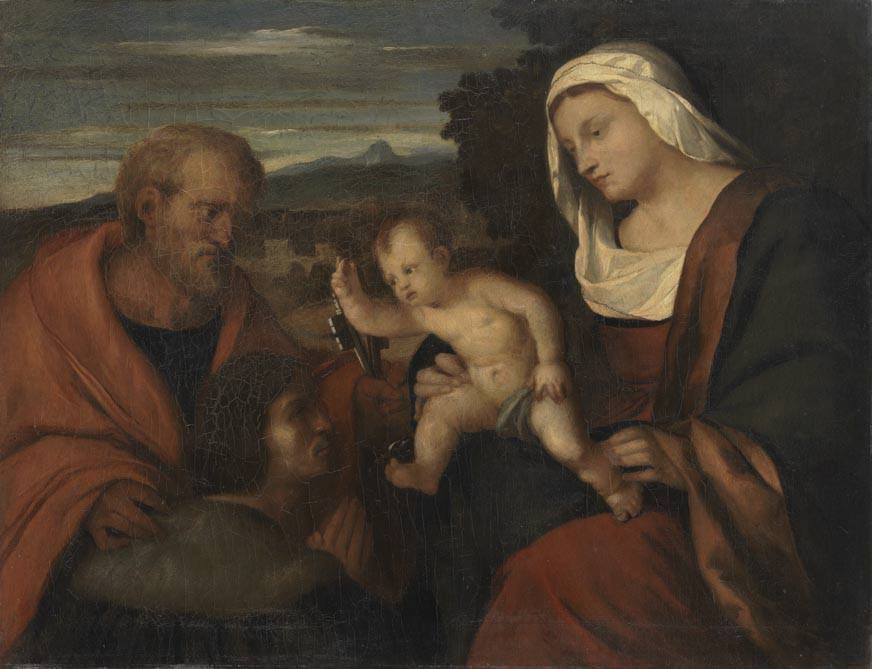
Hans von Marées Madonna mit dem heiligen Petrus und einem Stifter (nach Palma Vecchio), 1865
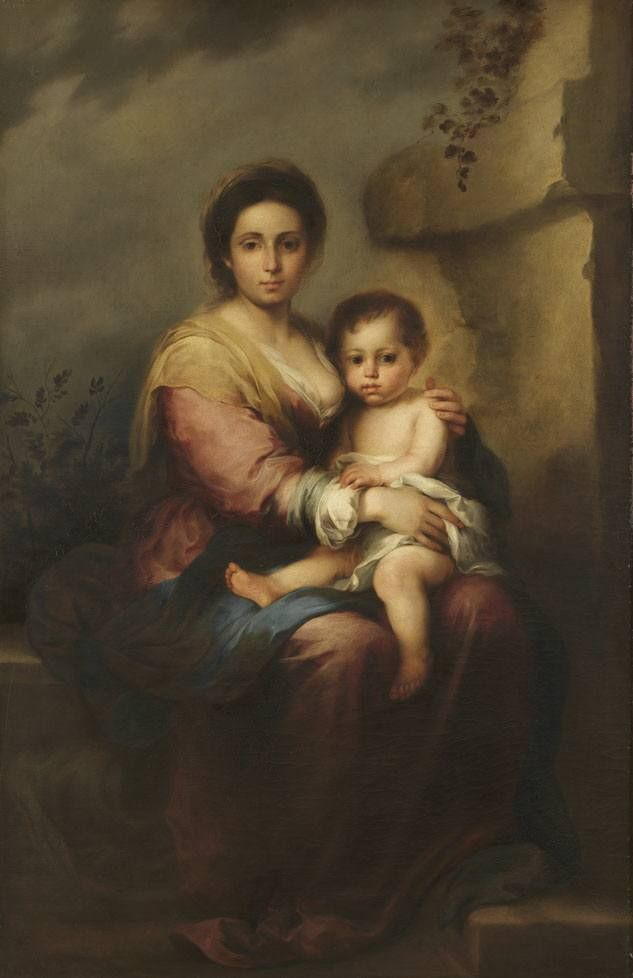
Franz von Lenbach Madonna (nach Murillo), 1865
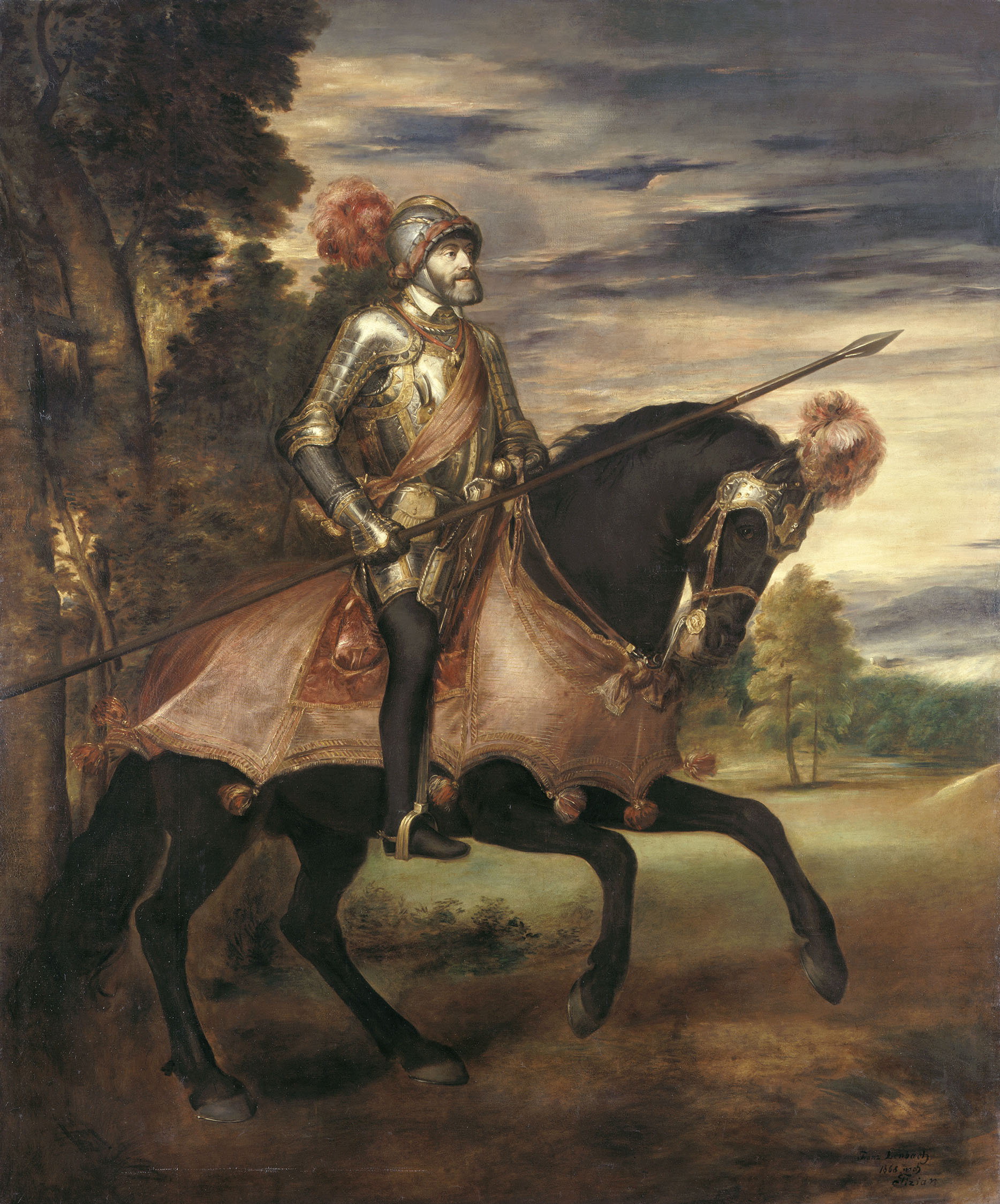
Franz von Lenbach Kaiser Karl V. nach der Schlacht bei Mühlberg (nach Tizian), 1868
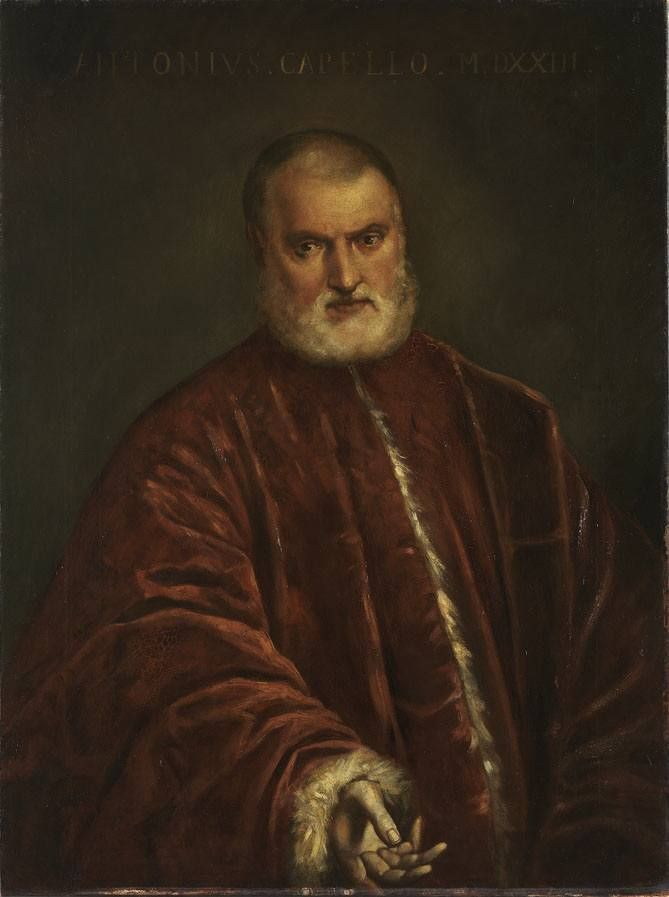
August Wolf Der Prokurator Antonio Cappello (nach Tintoretto), 1872
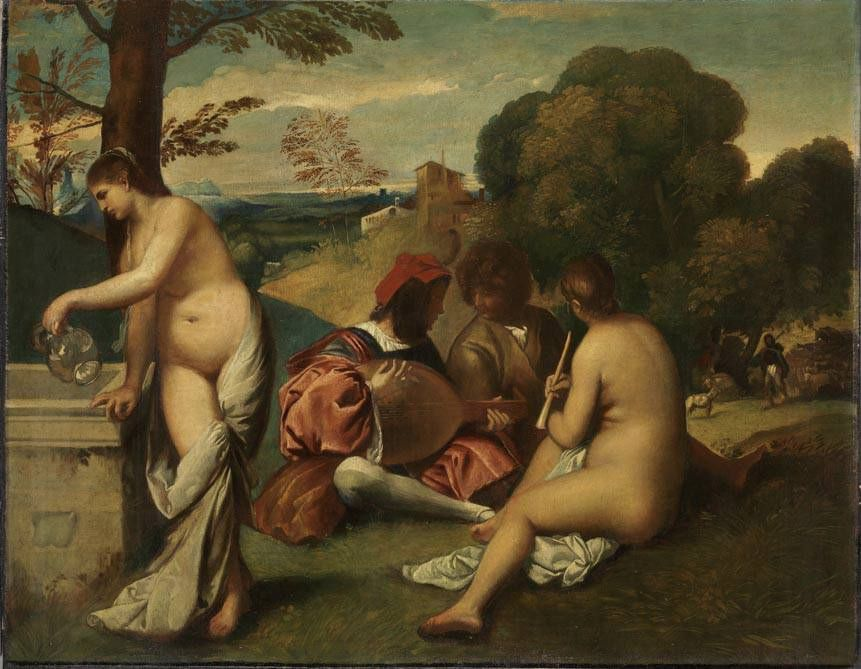
Ernst Friedrich von Liphart Ländliches Konzert (nach Giorgione), wohl 1877

## Präsentation

### Ausstellungsräume
Zur Präsentation der Sammlung stehen im Gebäude der Sammlung Schack 20 Ausstellungsräume zur Verfügung, davon zehn im Erdgeschoss, sieben im Obergeschoss und drei im Dachgeschoss.

### Ausstellungskonzept
Die Ausstellung ist thematisch geordnet, und zu den Bildern in jedem Saal ist an der Wand eine dazu passende Literaturstelle aufgedruckt.
| Stockwerk       | Thema                         | Thema                                                 |
| --------------- | ----------------------------- | ----------------------------------------------------- |
| Erdgeschoss     | Dichter und Sammler           | Adolf Friedrich von Schack                            |
| Erdgeschoss     | Wunschträume und Wunschzeiten | Italien                                               |
| Erdgeschoss     | Deutsche Sagen und Märchen    | Moritz von Schwind                                    |
| Erdgeschoss     | Wunschträume und Wunschzeiten | Griechenland                                          |
| Erdgeschoss     | Epos und Geschichte           | Edward von Steinle und Eugen Napoleon Neureuther      |
| Erdgeschoss     | Spanisches Ständchen          | Carl Spitzweg                                         |
| Obergeschoss I  | Kopien alter Meister          | Venezianische Malerei von Giovanni Bellini bis Tizian |
| Obergeschoss I  | Hirtenknabe                   | Franz von Lenbach                                     |
| Obergeschoss I  | Farbe und Gefühl              | Arnold Böcklin                                        |
| Obergeschoss I  | Pathos und große Form         | Anselm Feuerbach                                      |
| Obergeschoss I  | Die Schwemme                  | Hans von Marées                                       |
| Obergeschoss II | Romantischer Süden            | Spanien                                               |
| Obergeschoss II | Landschaften und Sagen        | Der Norden                                            |
| Obergeschoss II | Romantischer Süden            | Italien                                               |

## Bilder der Neuen Pinakothek

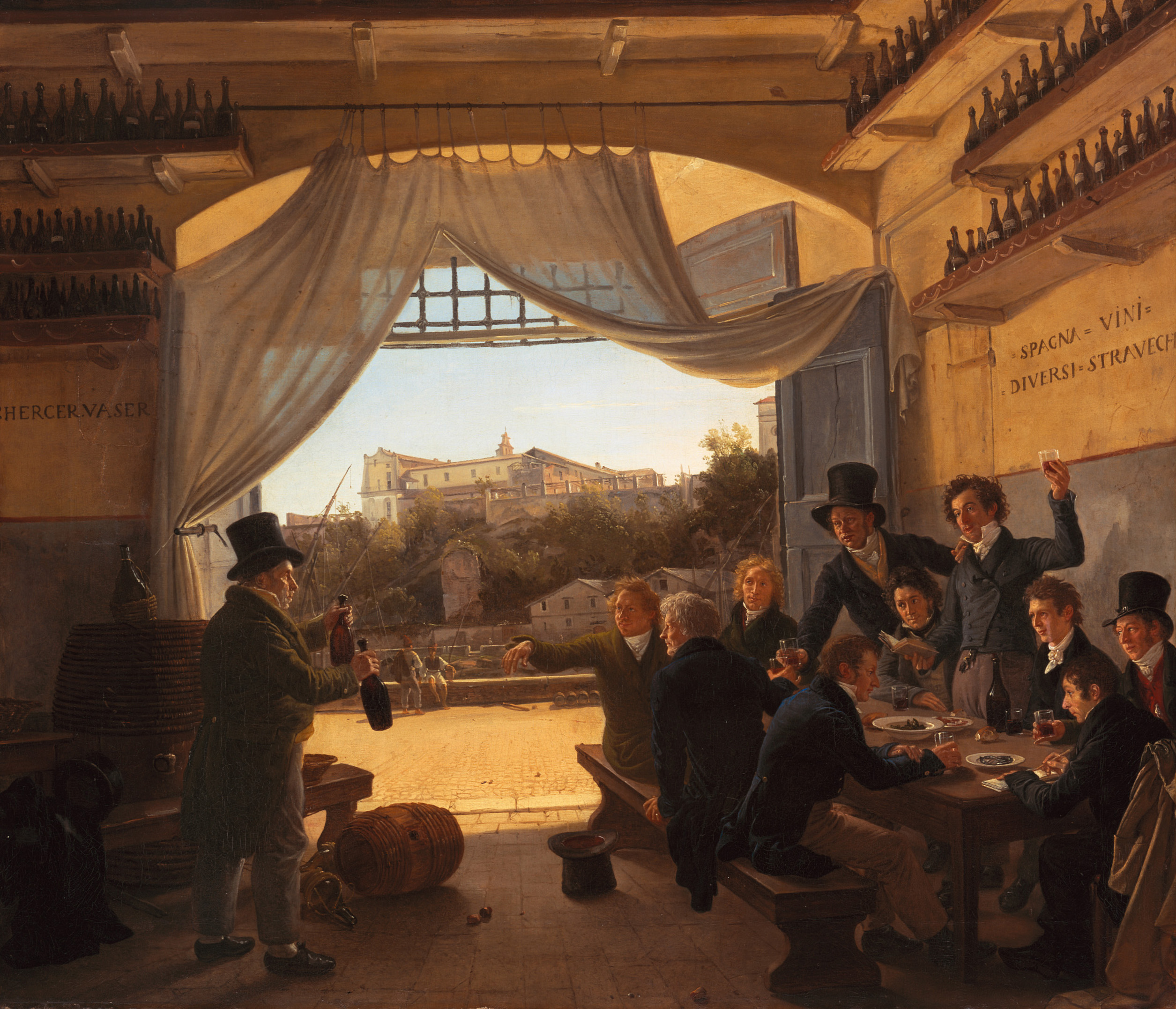
Franz Ludwig Catel: Kronprinz Ludwig von Bayern mit Freunden in der spanischen Taverne zu Rom, 1823

Nach der Schließung der Neuen Pinakothek 2019 für eine Sanierung, die voraussichtlich bis 2030 dauern wird, wurde ein Teil ihrer Bilder in die Alte Pinakothek und in die Sammlung Schack übertragen und dort ausgestellt. Dabei kamen 35 Gemälde in die Sammlung Schack.
Dafür wurden zum einen Bilder von Malern ausgewählt, die dort ohnehin schon mit mehreren Werken vertreten sind. Dazu zählen unter anderem die Maler Arnold Böcklin, Anselm Feuerbach, Moritz von Schwind und Carl Spitzweg. Zum anderen wurden aber auch zu den Themengebieten der Sammlung Schack passende Bilder anderer Maler ausgewählt, beispielsweise zum Thema der romantischen Sehnsucht nach dem Süden. Dazu zählen beispielsweise Landschaften, Stadtansichten und Genrebilder aus Italien, Spanien und Griechenland von Franz Ludwig Catel, Peter von Hess, Johann Christian Reinhart und Carl Rottmann.
Um die Bilder aus dem Bestand der Neuen Pinakothek zeigen zu können, mussten Bilder der entsprechenden Maler oder Themengebiete aus dem Bestand der Sammlung Schack temporär aus der Ausstellung herausgenommen werden. So wurden beispielsweise im Hans von Marées gewidmeten Ausstellungsraum Kopien alter Meister, die Marées für Graf von Schack angefertigt hatte, abgehängt und dafür eigenständige Werke dieses Malers aus der Neuen Pinakothek aufgehängt.

## Ausstellungen

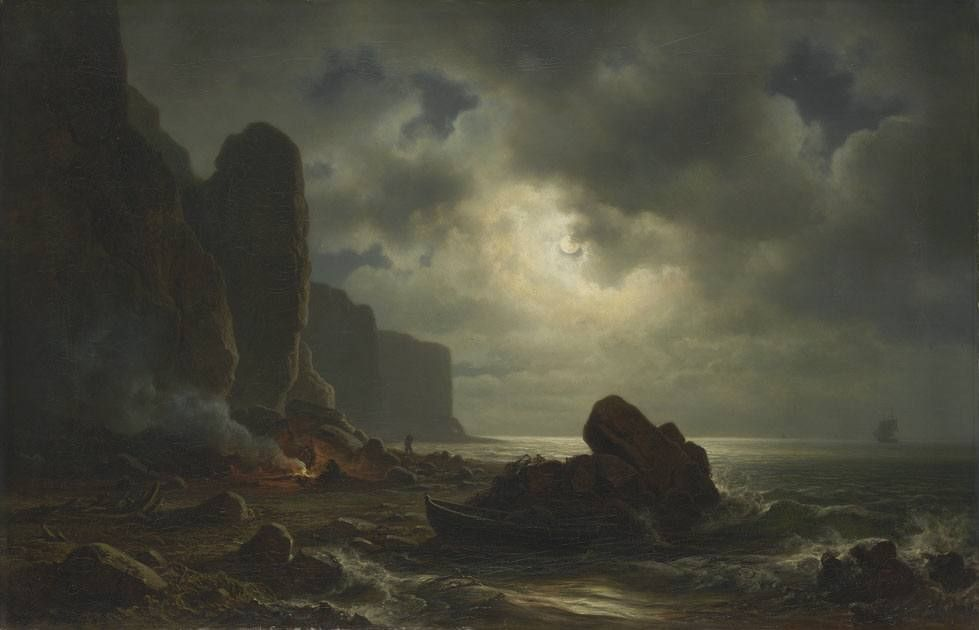
Christian Morgenstern: Küste von Helgoland, 1863

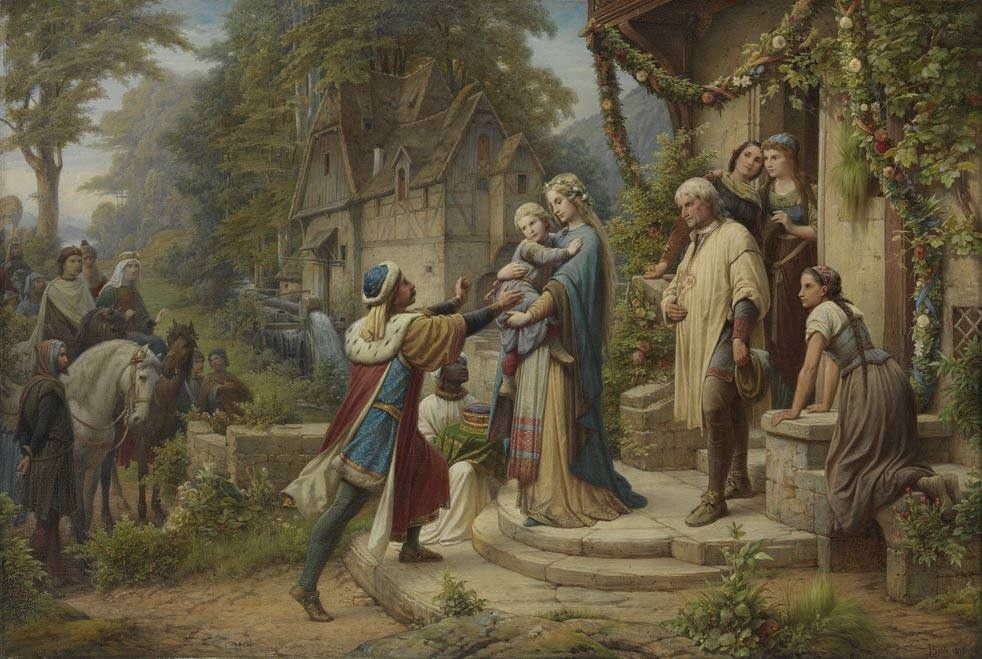
Leopold Bode: Die Sage von Pippin und Bertha (Triptychon, Mittelteil), 1876

In der Sammlung Schack finden gelegentlich auch Ausstellungen zu bestimmten Themen statt, die in einem Bezug zur Sammlung stehen.
So wurde nach der Renovierung der Räume im Dachgeschoss dort von April bis Dezember 2016 die Ausstellung Neue Räume: Von Gibraltar bis Helgoland gezeigt, in der Landschafts- und Stadtansichten aus Spanien und Italien über den Alpenraum bis hin zu einer Nachtszene aus Helgoland aus dem Bestand der Sammlung zu sehen waren.
Eine gemeinsam mit dem Clemens Sels Museums in Neuss konzipierte Ausstellung Erzählen in Bildern: Edward von Steinle und Leopold Bode zeigte anhand von Werken der beiden Maler einen Trend der spätromantischen Malerei, Bildmotive literarischen Vorlagen zu entnehmen und nicht nur in Einzelbildern darzustellen, sondern auch in Mehrfeldbildern oder mehrteiligen Bilderzyklen einen Erzählstrang abzubilden. Die Ausstellung war zunächst von November 2018 bis März 2019 in der Sammlung Schack und anschließend in Neuss zu sehen.